# Amytornis purnelli
El maluro sombrío o ratona de la hierba oscura (Amytornis purnelli) es una especie de ave paseriforme de la familia Maluridae. Es endémica de las regiones centrales de Australia. Es una especie difícil de observar, pero localmente es muy común. La tendencia de la población está en aumento, y la especie está clasificada como preocupación menor.